# British Columbia Bears
Pour les articles homonymes, voir British-Colombia.
Maillots
Actualités
Les British Columbia Bears (en français : les Ours de Colombie-Britannique) sont une sélection provinciale canadienne de rugby à XV participant au Championnat provincial du Canada de rugby à XV, une compétition de rugby à XV réunissant quatre provinces canadiennes.

## Histoire

Localisation de la Colombie-Britannique.

La restructuration du championnat canadien conduit à fusionner de nombreuses équipes afin de créer une sélection provinciale. La sélection est fondée en 2009 avec d'autres équipes provinciales du Canada, de l'Argentine et des États-Unis. Durant cette unique saison les Bears atteignent la finale de la compétition.
En 2010, la fédération canadienne modifie le format de la compétition et créée le Championnat provincial du Canada. Les quatre équipes canadiennes ayant participé à l'ARC se reversées dans cette compétition, tandis qu'une sélection des meilleurs joueurs de la compétition représente le Canada à l'ARC. Les Bears remportent le titre en 2017.

## Palmarès
- Americas Rugby Championship :
  - Finaliste : 2009 (Vainqueur de la Division Canada).
- Championnat provincial :
  - Vainqueur (1) : 2017.

## Joueurs emblématiques
Joueurs canadiens ayant joués pour l'Équipe nationale du Canada :
- Ryan Ackerman
- Noah Barker
- George Barton
- Connor Braid
- Mike Burak
- Luke Campbell
- Admir Cejvanovic
- Liam Chisholm
- Luke Cudmore
- Thyssen de Goede
- Dustin Dobravsky
- Joe Dolesau
- Sean Duke
- Guiseppe du Toit
- Brian Erichsen
- Ed Fairhurst
- Aaron Flagg
- Doug Fraser
- Mike Fuailefau
- Mitch Gudgeon
- Ryan Hamilton
- Brodie Henderson
- Nathan Hirayama
- Jake Ilnicki
- Harry Jones
- Adam Kleeberger
- Anthony Luca
- Phil Mack
- Jason Marshall
- Callum Morrison
- Oliver Nott
- Cameron Pierce
- Pat Riordan
- Jorden Sandover-Best
- Theo Sauder
- David Spicer
- Brock Staller
- Josh Thiel
- Conor Trainor
- Sean White
- Eric Wilson